# 강영훈 (1922년)
강영훈(姜英勳, KBE, 1922년 5월 30일~2016년 5월 10일)은 대한민국의 군인 출신 정치인이다. 평안북도 창성군 출신의 실향민이기도 하다. 대한민국 국군 창군 원로이기도 한데 그의 손윗처남 또한 대한민국 국군 창군 원로인 김웅수 장군이다.
2016년 5월 10일 노환으로 타계하였다. 향년 95세.
본관은 진주(晉州)이고 아호는 청농(靑儂)이다.

## 학력
- 1937년 평안북도 영변고등농림학교(前) → 1939년 일본 히로시마 다케타 중고등학교 졸업
- 1943년 만주국 신징 건국대학교 경제학과 학사
- 1946년 군사영어학교 1기 졸업
- 1958년 미국 육군참모대학교 학사
- 1962년 뉴멕시코대학교 대학원 정치학
- 1966년 서던캘리포니아대학교 대학원 정치학 석사
- 1972년 서던캘리포니아대학교 대학원 정치학 박사

### 명예 박사 학위
- 1988년 한국외국어대학교 명예 정치학 박사
- 1988년 서강대학교 명예 법학박사
- 1994년 호서대학교 명예 정치학 박사

## 생애
1922년 5월 30일 평안북도 창성군에서 출생했다. 1937년에 영변고등농림학교를 졸업하고 마치고 일본과 만주국에서 유학을 하여 건국대학에 진학하였으나 재학 중에 일본군 학병으로 징집되어 일본 육군 견습사관으로 복무하였다. 군사영어학교에 1기로 입학하여 졸업 후 육군 소위로 임관하며 군 복무를 시작하였다. 이후 한국 전쟁에 참전하였고 5·16 군사 쿠데타 무렵에 육군 중장 예편되어 미국으로 건너가 1970년대 무렵 미국 유학 생활을 했다. 1978년 초반 외교안보연구원장으로 외무부에 들어갔다. 1981년 1월 13일 첫 해외 근무로 주 영국 대사관 및 주 아일랜드 대사관 신임장을 받고 발탁되었다. 후에 주로마교황청대사관 대사직을 역임하였고 제21대 국무총리까지 지냈다.

### 주요 경력
- 1948년 국방부 장관 비서실 실장
- 1949년 육군 제1사단 제12연대장
- 1949년 육군본부 인사국 차장
- 1950년 육군본부 정훈국 차장
- 1951년 국방부 경리국 국장
- 1951년 국방부 관리국 국장
- 1951년 육군 제3군단 부군단장
- 1952년 미국 주재 대한민국 대사관 부무관
- 1953년 제4대 국방부 차관
- 1953년 육군 제2사단장
- 1954년 연합참모본부 기획관리참모국 국장
- 1954년 연합참모본부장
- 1955년 국방부 동원차관보
- 1956년 육군본부 관리참모부 부장
- 1959년 육군 제6군단장
- 1960년 제15대 육군사관학교 교장
- 1961년 육군 중장 예편(1961년 5월 19일).
- 1970년 미국 워싱턴 대한민국문제연구소 소장
- 1977년 한국외국어대학교 대학원 원장
- 1978년 제9대 외교안보연구원 원장
- 1981년 영국 주재 대한민국 대사
- 1983년 영국 주재 대한민국 대사 겸 아일랜드 주재 대한민국 대사
- 1985년 바티칸 로마 교황청 주재 대한민국 대사
- 1987년 외무부 본부 대사
- 1988년 제13대 민주정의당 전국구 국회의원
- 1988년 국회 올림픽특별위원회 위원장
- 1988년 민주화합추진위원회 전임위원
- 1988년 국무총리 서리
- 1988년 제21대 국무총리
- 1990년 도덕정치국민운동연합 상임고문
- 1991년 도산 안창호 선생 기념사업회 회장(2000년 퇴임)
- 1991년 대한적십자사 총재(1997년 퇴임)
- 1991년 육당 최남선 선생 기념사업회 회장(2000년 퇴임)
- 1991년 국제적십자평화위원회 위원(1997년 퇴임)
- 1991년 한국행정연구원 이사장(1993년 퇴임)
- 1992년 일하는보람상 위원장(1997년 퇴임)
- 1992년 도산아카데미연구원 고문(2002년 퇴임)
- 1992년 올림픽기념사업추진위원회 위원장(2001년 퇴임)
- 1992년 한국신장재단 명예 이사장(1995년 퇴임)
- 1992년 안중근 의사 기념사업추진위원회 고문(1993년 퇴임)
- 1993년 운경재단 이사장(1998년 퇴임)
- 1993년 1백년계획 천진암대성당 건립위원회 위원장(1994년 퇴임)
- 1993년 공동체의식개혁 국민운동협의회 창립준비위원회 고문(1994년 퇴임)
- 1993년 재단법인 세종연구소 이사장(2000년 퇴임)
- 1993년 엑스포지원 중앙협의회 회장(1994년 퇴임)
- 1993년 "세계를 깨끗이, 한국을 깨끗이"운동 조직위원회 위원장(1997년 퇴임)
- 1993년 대한에이즈협회 회장(1997년 퇴임)
- 1993년 한국정치발전연구회 고문
- 1994년 한국골수은행협회 회장(1997년 퇴임)
- 1994년 한국자원봉사단체협의회 의장(1997년 퇴임)
- 1994년 철기 이범석 장군 기념사업회 회장(2002년 퇴임)
- 1994년 사단법인 고려숭의회 명예총재(2000년 퇴임)
- 1994년 신사회공동선운동연합 고문
- 1994년 북조선인권개선운동본부 고문
- 1994년 석오 이동녕 선생 기념사업회 회장(2000년 퇴임)
- 1994년 해외동포모국방문후원회 회장(2001년 퇴임)
- 1995년 대한자원봉사포럼 고문(1997년 퇴임)
- 1995년 한국자원봉사단체협의회 회장(1997년 퇴임)
- 1995년 전국자원봉사대축제 심사위원장
- 1995년 자유민주연합 특임자문위원(1996년 퇴임)
- 1996년 재단법인 육사발전기금 이사장(1999년 퇴임)
- 1996년 육중회 회장(2000년 퇴임)
- 1996년 월드컵 남북공동개최 범국민운동본부 고문(2000년 퇴임)
- 1996년 청소년적십자사 총재(2002년 퇴임)
- 1996년 과소비추방범국민운동본부 대표고문
- 1996년 유엔환경계획 대한민국 위원회 총재
- 1996년 소죽 임병직 선생 추모위원회 위원장(2001년 퇴임)
- 1996년 인촌상 운영위원장(1998년 퇴임)
- 1996년 세계환경의날 행사 추진위원회 공동위원장(1997년 퇴임)
- 1996년 한중청년학술상위원회 선정위원장(1997년 퇴임)
- 1996년 김순권 박사 노벨상수상 추진위원회 상임공동대표(1997년 퇴임)
- 1996년 사랑의 실천 국민운동본부 대표고문
- 1997년 연세대 국제학대학원 특임초빙교수(1998년 퇴임)
- 1997년 재단법인 세종재단 이사장(2000년 퇴임)
- 1997년 호암 이병철선생 10주기 추모위원회 위원장(1997년 퇴임)
- 1998년 선진경제사회시민연대회의 의장(1999년 퇴임)
- 1998년 한우리나라사랑모임 총재(2001년 퇴임)
- 1998년 생명의 숲 가꾸기 국민운동 고문
- 1998년 흥사단 명예단우
- 1998년 한국정보문화운동협의회 회장(1999년 퇴임)
- 1998년 정부수립50주년 기념사업위원회 위원장(1999년 퇴임)
- 1998년 예술의 전당 자문위원(1998년 예술의 전당 자문위원회 위원장 이임)
- 1998년 예술의 전당 자문위원회 위원장(2000년 퇴임)
- 1998년 평화와 통일을 위한 복지기금 이사장(2000년 퇴임)
- 1998년 제2건국 범국민추진위원회 고문(2000년 퇴임)
- 1998년 산업보국경영대장 추대위원회 위원(2001년 퇴임)
- 1998년 사회복지법인 전국공동모금회 회장(1999년 퇴임)
- 1999년 운석 장면 선생 기념사업회 이사장
- 2002년 바른 사회를 위한 시민회의 고문
- 2002년 UNEP한국위원회 총재
- 2007년 21세기 율곡포럼 명예 이사장

## 저서
- 《Politics of Korean Reunification,Research Center for Peaceful Unification》 - 1978
- 《Soviet Deterrence Doctrine》 - 서울대출판부 - 1981
- 《한 외교관의 영국 이야기》 - 1987
- 《아니면 "아니오" 해야지》 - 중앙일보 - 1996
- 《나라를 사랑한 벽창우(碧昌牛)》 - 동아일보 - 2008

## 상훈
- 은성을지무공훈장
- 은성충무무공훈장
- 금성충무무공훈장
- 수교훈장 흥인장 - 1987
- 비오9세 대십자훈장 - 1987
- 국민훈장 무궁화장 - 1991
- 1995년 명예 대영 제국 훈장 2등급(honorary KBE, 외국인대상 정원외 명예훈장)
- 1999년 1월 제3회 유일한상
- 미국 서던 캘리포니아 대학교 동문 메릿상 - 대한민국 사회 발전에 공헌한 공로 - 1996
- 2004년 4월 한국외국어대학교 특별공로상
- 2005년 11월 7회 인제인성대상 본상

## 역대 선거 결과
| 실시년도 | 선거  | 대수 | 직책     | 선거구 | 정당       | 득표수      | 득표율         | 순위       | 당락 | 비고 |
| -------- | ----- | ---- | -------- | ------ | ---------- | ----------- | -------------- | ---------- | ---- | ---- |
| 1988년   | 총선  | 13대 | 국회의원 | 전국구 | 민주정의당 | 6,670,494표 | \| \| 34.0% \| | 전국구 4번 |      | 초선 |
|          | 34.0% |      |          |        |            |             |                |            |      |      |